# 劉蓉
劉蓉（1816年—1873年），字孟容，號霞仙，清代湖南省湘縣人，是桐城派古文學者，生員出身，參與平定太平軍之戰，1862年任官陝西巡撫。

## 生平
劉蓉出身生員，父刘振宗“怀奇思有才识”。1834年，游学于长沙岳麓书院，結識曾國藩，湘乡知县朱孙贻愛其才，秘請刘父督促就试，始补县学生员。1854年，為曾國藩的幕客，與郭嵩燾、羅澤南有往來。咸豐五年（1855年）太平軍翼王石達開總攻湘軍水營，燒毀湘軍戰船百餘艘。曾國藩座船被俘，“文卷冊牘俱失……公憤極，欲策馬赴敵以死”，由劉蓉等人力勸乃止。咸丰九年十二月（1860年1月），左宗棠因樊燮案離開駱秉章幕府，薦舉劉蓉替代自己。次年駱秉章升任四川總督，劉蓉被薦為四川布政使。1862年太平军翼王石达开由广西、贵州入四川，骆秉章命刘蓉扼守大渡河。太平軍受困於大渡河，粮尽援绝，石达开赴清营谈判时被擒，刘蓉将其押送至成都处死。以功旋任陝西巡撫。
刘蓉长於谋划，適合幕僚工作，尤不适合官场。1865年，刘蓉被指控为官不廉，被革职。陕甘总督上疏称陕西士民请求刘蓉留任，仍代理陕西巡抚。同治五年（1866年）因病請辭，朝廷准以喬松年代之，仍留劉蓉於陝西治軍。西捻军张宗禹入陕西，同治六年(1867年1月23日)劉蓉率军堵击，蓉与喬松年不合，“所部楚军三十营，统将无专主，士无战心”，在灞桥十里坡（西安东郊）遇伏，湘軍萬餘人覆沒，湘军大将杨德胜和萧德扬等被俘殺，“全陕震动”，西捻军进围西安。免官终养。
劉蓉為人勤奮好學，著有《思辨錄疑義》、《養晦堂詩文集》等書。寫了不少古文、詩詞，“一室之不治，何以天下國家為？”即出自其散文〈習慣說〉的名句，選錄自《養晦堂詩文集》。曾國藩評“吾友劉君孟容，湛默而嚴恭，好道而寡欲。自其壯歲，則已泊然而外富貴矣。既而察物觀變，又能外乎名譽。”。
劉蓉與曾國藩，羅澤南交好。曾國藩曾有詩云:我思竟何屬，四海一劉蓉; 他日余能訪，千山捉臥龍;可見其對這位湘中卧龍學問才幹的充分肯定。